# Amsterdam (schip, 1748)

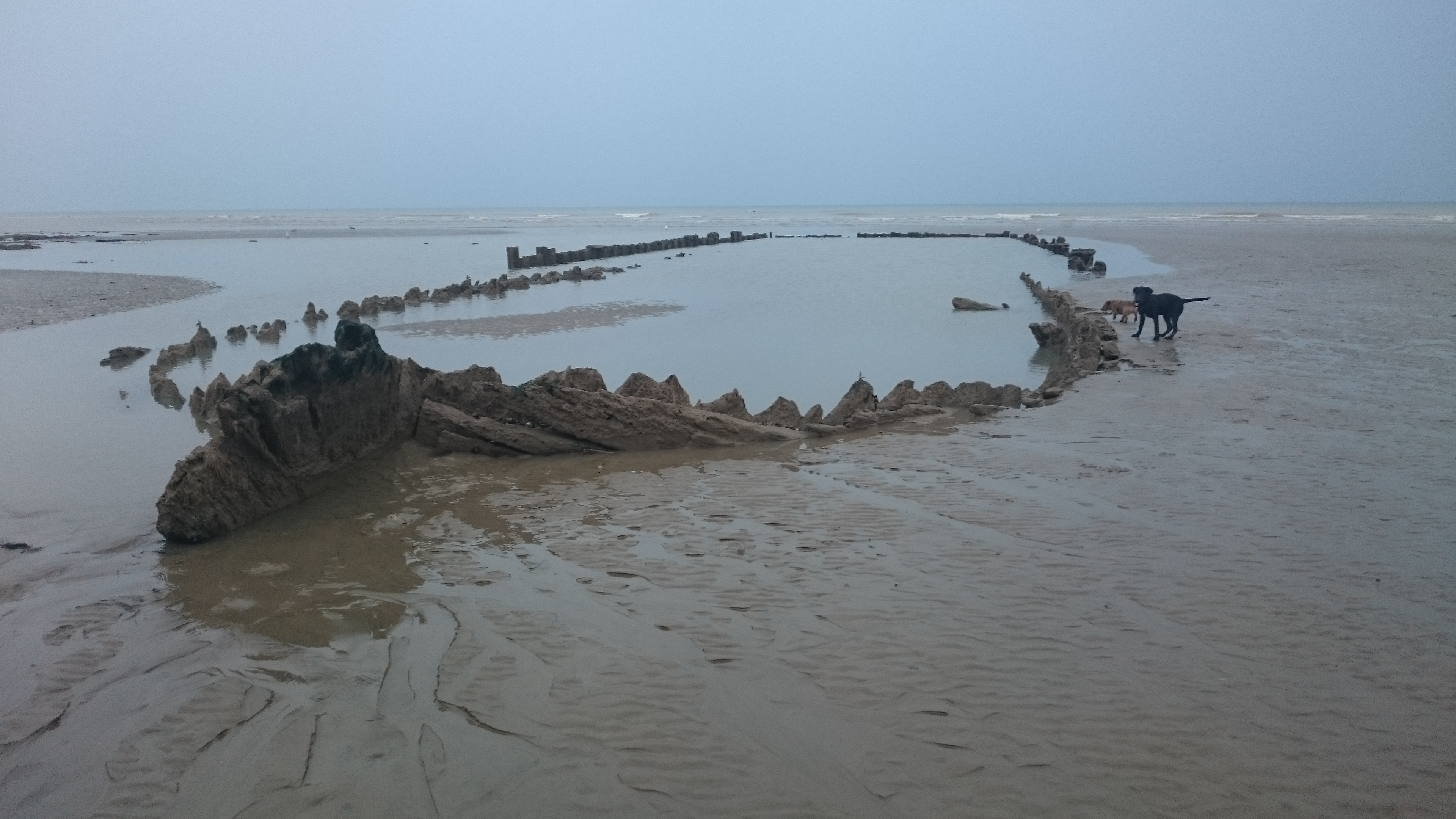
Restanten van het wrak van de Amsterdam bij laagwater op het strand van Hastings.

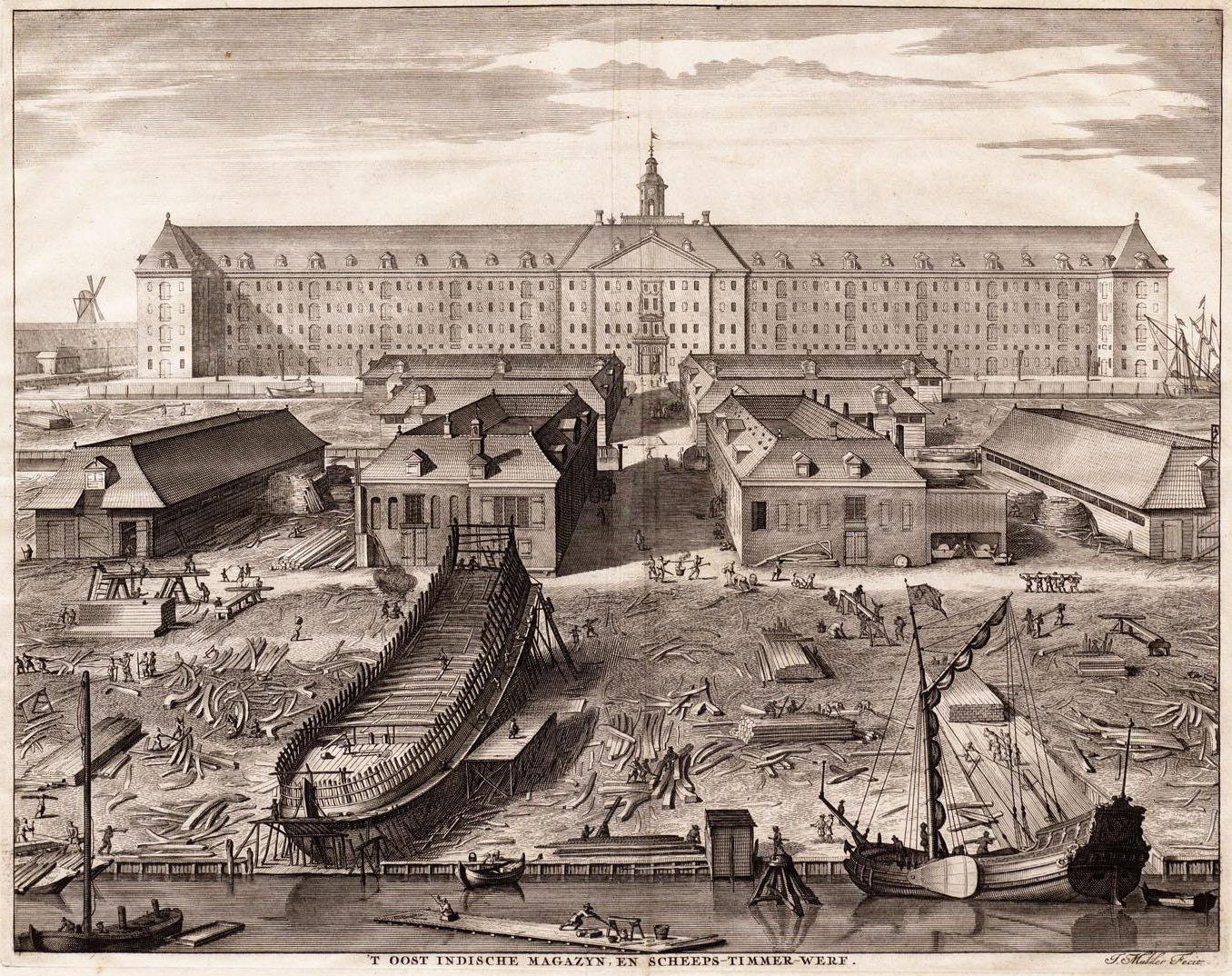
Scheepswerf van de VOC in Amsterdam rond 1750

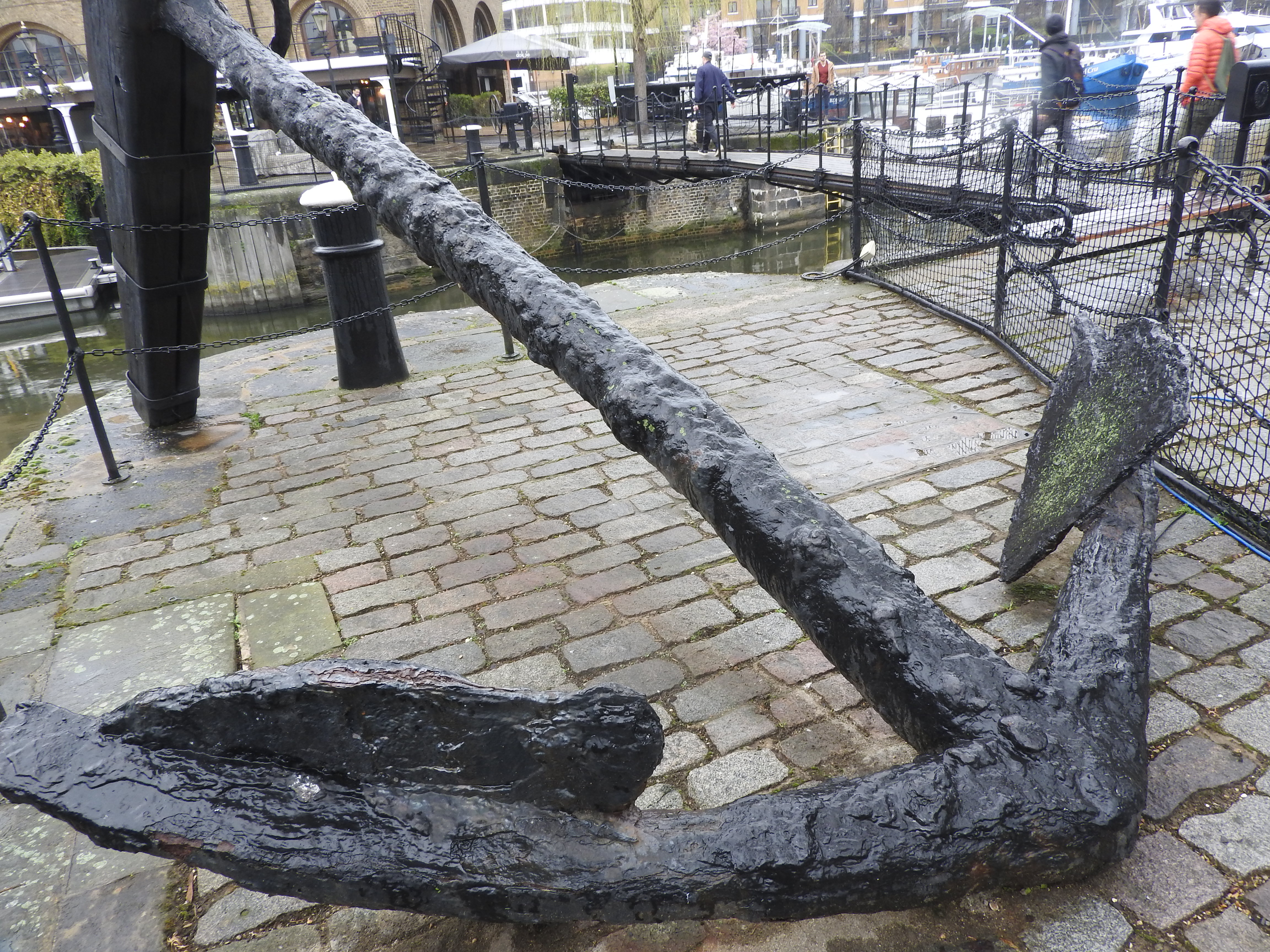
Anker opgesteld in Londen

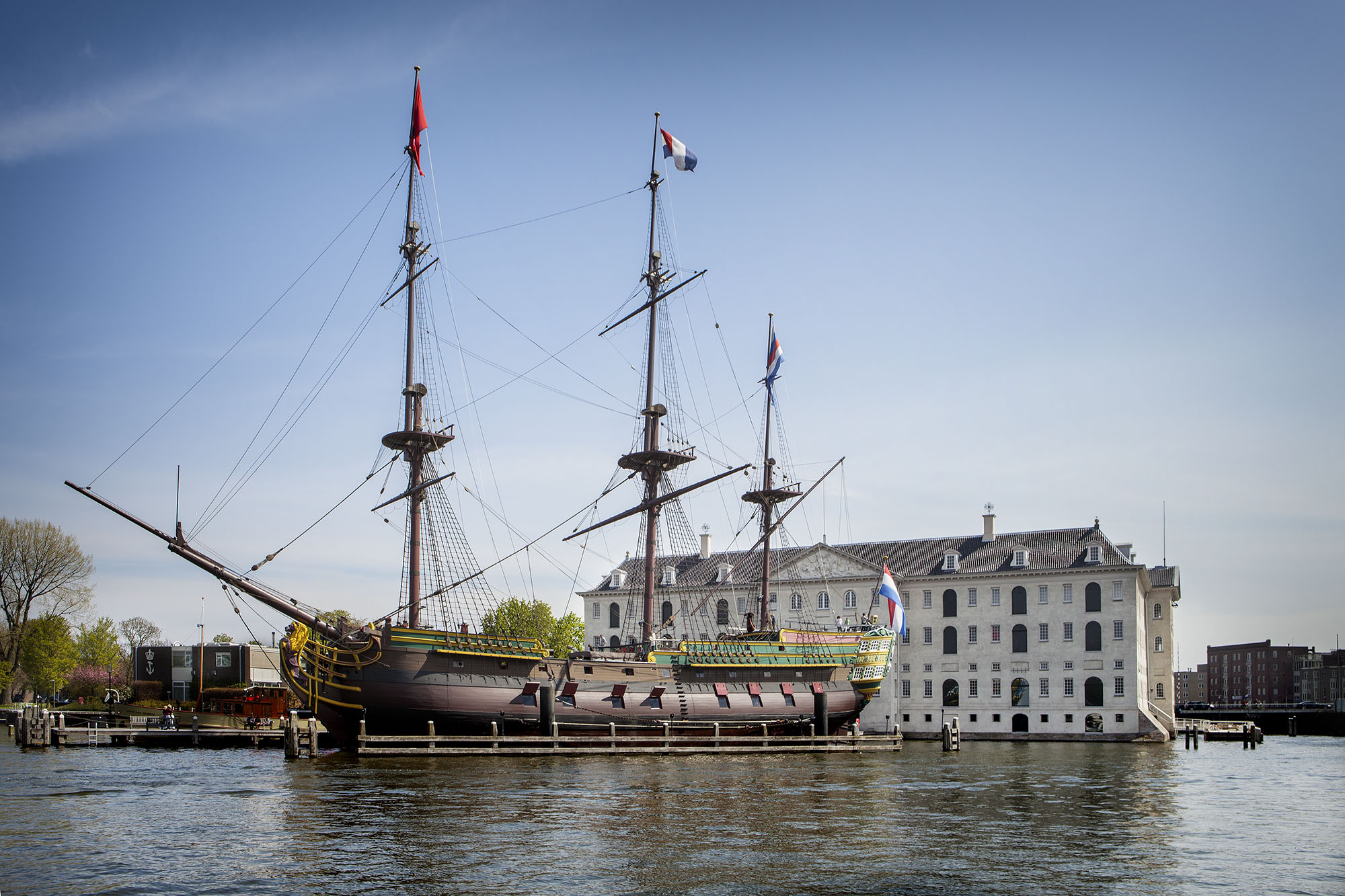
Replica van de Amsterdam voor Het Scheepvaartmuseum (Amsterdam)

De Amsterdam was een spiegelretourschip van de Vereenigde Oostindische Compagnie (VOC). Begin 1749, tijdens de eerste reis, ging de Amsterdam verloren door een storm bij de Engelse kustplaats Hastings. Tussen 1982 en 1990 is er in Amsterdam een replica van het schip gebouwd.

## Eerste reis
De Amsterdam werd in 1748 gebouwd op de VOC-werf te Amsterdam en liep daar rond de jaarwisseling van stapel. Na belading en inscheping op de rede van Texel voer het op 8 januari 1749 uit voor zijn eerste reis naar de Oost.
Aan boord bevond zich het voor dit scheepstype gebruikelijke aantal bemanningsleden (203 man, waaronder de 33-jarige kapitein Willem Klump), een contingent soldaten (127 man), en ook 5 passagiers. De lading bestond uit handelswaren (textiel en wijn), ballast (bouwstenen en kanonnen), en bevatte daarnaast artikelen voor gebruik door de VOC in de Oost (papier, pennen, gereedschappen, en dergelijke) en proviand. Tot de lading behoorden tevens 27 kisten zilver, die destijds een totale waarde van zo'n 300.000 gulden hadden, omgerekend ettelijke miljoenen euro's.

## Ondergang
Vanwege een zuidwesterstorm lukte het niet de Atlantische Oceaan te bereiken. Bij een derde poging zocht kapitein Klump bescherming in een baai bij het Engelse Hastings aan de Engelse zuidkust. Het schip raakte daar een zandbank en verloor het roer, waarna werd geankerd in de baai van Pevensey. Omdat de storm niet ging liggen zag de kapitein zich op 26 januari genoodzaakt de Amsterdam op het strand te zetten, om zo te proberen het schip en de bemanning van de ondergang te redden.
De bemanning slaagde erin aan land te komen en het meeste zilver mee te voeren. Plunderaars stortten zich vrijwel onmiddellijk op het schip (met name Anthony Watson, die voor 1200 Engelse ponden aan overgebleven zilver meenam uit de kapiteinshut - in die dagen een fortuin waarvan levenslang kon worden gerentenierd). Na enige dagen van plunderingen werd de situatie door Engelse troepen onder controle gebracht.
In de daaropvolgende drie weken deed de VOC verwoede pogingen om het schip te redden, maar alles bleek tevergeefs: de Amsterdam zakte weg in de klei en werd overspoeld door het water. Op 11 maart 1749 gaf de VOC alle pogingen om de lading te redden op. De Amsterdam zakte verder weg en ligt daar tot de dag van vandaag.
Sommige objecten van het schip zijn geborgen en staan nu in het Shipwreck Museum in Hastings, behalve een scheepsanker, dat op St Katharine Docks in Londen tentoongesteld ligt.

## Archeologisch erfgoed

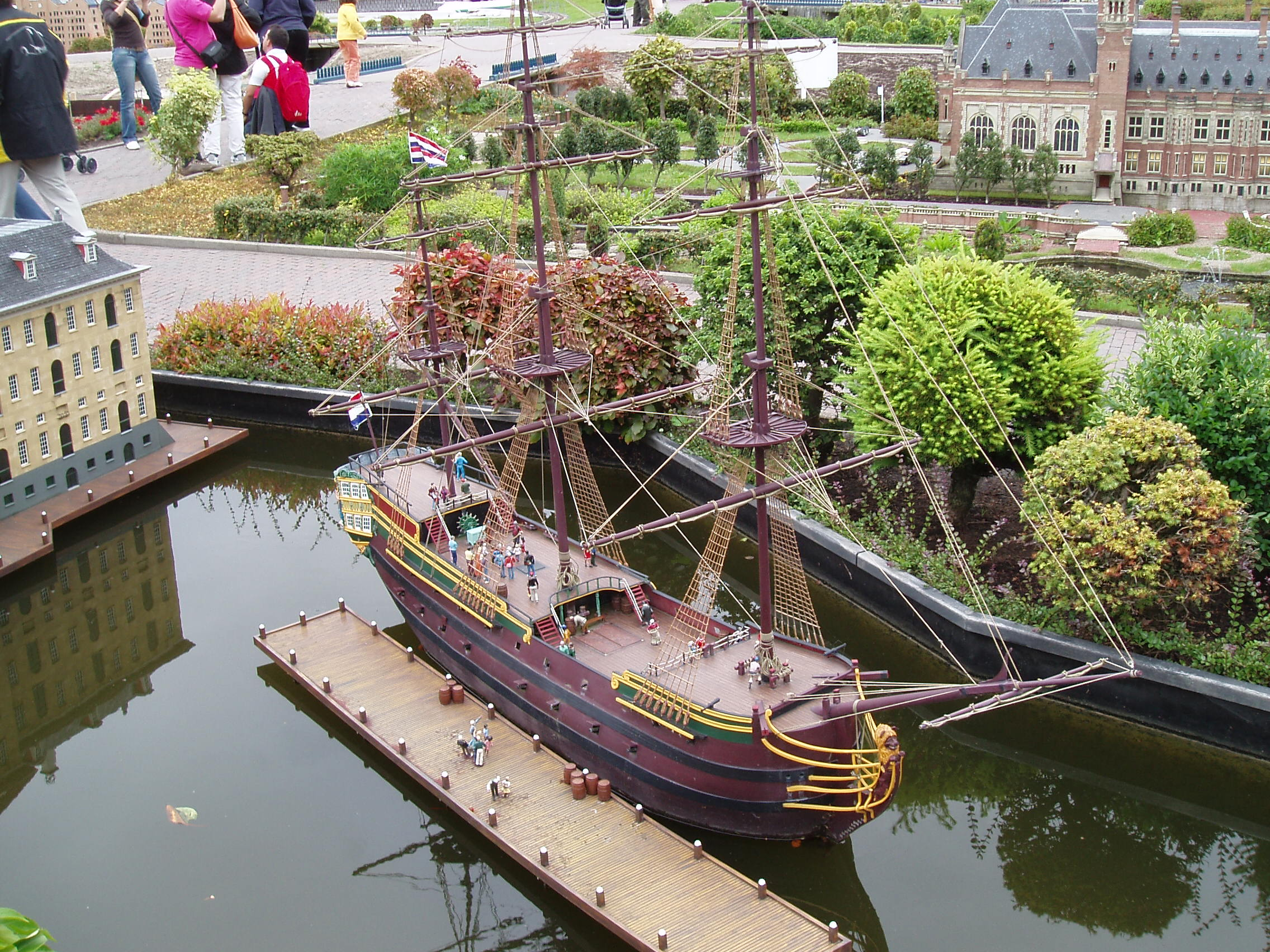
Model van de Amsterdam in Madurodam.

In de daaropvolgende eeuwen hebben schatgravers regelmatig in het wrak gezocht naar overblijfselen van de lading. 
In de 20e eeuw zijn verscheidene stichtingen en groeperingen bezig geweest om het wrak in zijn huidige staat te behouden als historisch erfgoed, nadat het bij ongewoon laag tij in 1969 ontdekt werd nadat het bloot was komen te liggen. Er zijn verscheidene operaties uitgevoerd om schade aan het wrak door zee en wind te beperken; onder meer het plaatsen van een constructie van stalen balken en platen die als golfbreker en net moest dienen. De Stichting VOC-schip Amsterdam liet in 1984, 1985 en 1986 opgravingen uitvoeren. De constructie van stalen balken is in oktober 1999 weer verwijderd omdat vrees bestond dat deze het wrak zou beschadigen. In 2002 is getracht het scheepswrak in te pakken met zandrollen. In 2018 is het plan Docking the Amsterdam gelanceerd om het scheepswrak in zijn geheel te lichten.

## Replica

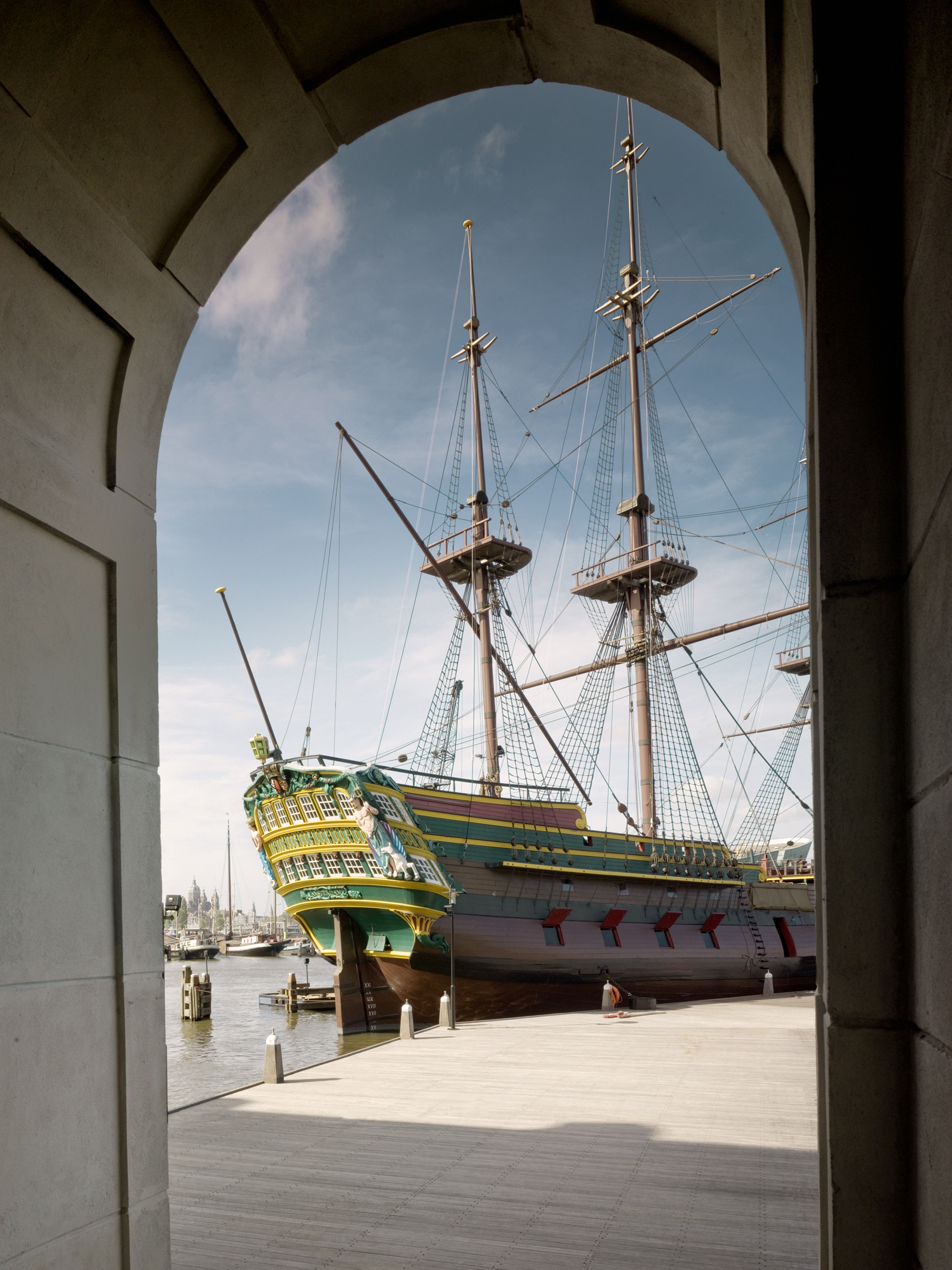
Uitzicht op de replica van de Amsterdam vanuit Het Scheepvaartmuseum.

Toen aan het eind van de 20e eeuw de interesse voor de historie van de VOC en haar rol in de geschiedenis van Nederland toenam, ontstonden plannen om VOC-schepen na te bouwen. Een van die schepen is de Amsterdam. Tussen 1982 en 1990 werd hiervaneen replica gebouwd door 400 vrijwilligers. Deze replica ligt sinds 1990 aan de steiger van Het Scheepvaartmuseum te Amsterdam, het vroegere 's Lands Zeemagazijn.

## Trivia
- In juni 1985 verscheen een verhaal van Suske en Wiske getiteld Angst op de 'Amsterdam', dat zich afspeelt op het schip ten tijde van de ramp. Naast de normale uitgave in de Vierkleuren Reeks verschenen twee speciale uitgaven die waren bedoeld om geld in te zamelen voor de opgravingen bij Hastings.
- In Madurodam is een miniatuur van De Amsterdam te zien naast Het Scheepvaartmuseum.